# Helén
En la mitología griega, Helén o Heleno (en griego antiguo: Ἕλλην, -ηνος; Héllēn, -ēnos) era el héroe epónimo de los helenos, y así todo el territorio que ocupaba este pueblo fue llamado Hélade (Ἑλλάς, Ἑλλάδος) en su nombre. El pueblo heleno también es sinónimo de griego, esto es, una persona nativa de Grecia o descendiente de la cultura o territorio griego. En muchos casos los términos «heleno» y «griego» son intercambiables, aunque la mitología ya poseía un personaje epónimo propiamente de Grecia, llamado Greco. No obstante cabe destacar que la concepción de la Hélade en la época arcaica comprendía en un principio sólo una parte de Tesalia.
Helén fue el primogénito de los hijos de Deucalión y Pirra, los supervivientes del diluvio, aunque varios autores alegan que su padre en realidad fue Zeus. De ser así, Helén sería el primero de los reyes que descienden de Zeus. Por la ninfa Orséis se convirtió en padre de tres célebres hijos: Juto, Eolo y Doro. De éstos descienden las principales ramas o etnias del pueblo griego: los dorios (por Doro), los jonios (por Ion, hijo de Juto), los eolios (por Eolo) y los aqueos (de Aqueo, otro hijo de Juto). Vitruvio denomina a la esposa de Helén y madre de Doro como Ftía. Otros autores dicen que Helén también tuvo una hija, Jenópatra o Ctonópatra, quien se casó con Anfictión, otro hijo de Deucalión. Hubo también una tradición minoritaria que hacía a Helén hijo de un tal Prónoo, a su vez hijo de Deucalión. Un escolio nos dice, confusamente, que nació de Pirra y Prometeo. Heródoto lo menciona como rey de los helenos y padre del príncipe Doro.
De acuerdo con Tucídides los descendientes de Helén conquistaron el área griega de Ftía y poco a poco expandieron su dominio sobre otras ciudades de Grecia. Los pueblos de esas zonas conquistadas pasaron a ser llamados helenos. El etnónimo de heleno data de tiempos de Homero y Hesíodo, esto es, de los primeros textos mitológicos conservados. En la Ilíada tanto la Hélade (Hĕllás, Hĕlládos) como los helenos eran los nombres que identificaban una tribu (también conocidos como mirmidones) asentada en Ftía. Esta tribu estaba liderada por Aquiles. Estéfano de Bizancio nos dice que Helén fue padre de un tan Neoto, padre a su vez de Doto, quien dio su nombre a Dotio en Tesalia. Higino, alterando el orden genealógico y confundiendo episodios, dice que Helén y Beoto, ambos hermanos epónimos, nacieron de Poseidón y Antíope, hija de Eolo. Para Juan Malalas Helén era, en cambio, hijo de Pico.
|         |         |         |         |         |         |      |      |        |        |        |        |        |        |  |  |       |       |       |       | Helén |       |      |      |      |      |     |     |     |     |  |  |  |  |  |  |      |      |      |      |      |      |  |  |  |  |  |  |  |  |  |  |  |  |
|         |         |         |         |         |         |      |      |        |        |        |        |        |        |  |  |       |       |       |       |       |       |      |      |      |      |     |     |     |     |  |  |  |  |  |  |      |      |      |      |      |      |  |  |  |  |  |  |  |  |  |  |  |  |
|         |         |         |         |         |         |      |      |        |        |        |        |        |        |  |  |       |       |       |       |       |       |      |      |      |      |     |     |     |     |  |  |  |  |  |  |      |      |      |      |      |      |  |  |  |  |  |  |  |  |  |  |  |  |
|         |         |         |         | Doro    | Doro    | Doro | Doro | Doro   | Doro   |        |        |        |        |  |  |       |       |       |       | Juto  | Juto  | Juto | Juto | Juto | Juto |     |     |     |     |  |  |  |  |  |  | Eolo | Eolo | Eolo | Eolo | Eolo | Eolo |  |  |  |  |  |  |  |  |  |  |  |  |
|         |         |         |         | Doro    | Doro    | Doro | Doro | Doro   | Doro   |        |        |        |        |  |  |       |       |       |       | Juto  | Juto  | Juto | Juto | Juto | Juto |     |     |     |     |  |  |  |  |  |  | Eolo | Eolo | Eolo | Eolo | Eolo | Eolo |  |  |  |  |  |  |  |  |  |  |  |  |
|         |         |         |         |         |         |      |      |        |        |        |        |        |        |  |  |       |       |       |       |       |       |      |      |      |      |     |     |     |     |  |  |  |  |  |  |      |      |      |      |      |      |  |  |  |  |  |  |  |  |  |  |  |  |
| Téctamo | Téctamo | Téctamo | Téctamo | Téctamo | Téctamo |      |      | Egimio | Egimio | Egimio | Egimio | Egimio | Egimio |  |  | Aqueo | Aqueo | Aqueo | Aqueo | Aqueo | Aqueo |      |      | Ion  | Ion  | Ion | Ion | Ion | Ion |  |  |  |  |  |  |      |      |      |      |      |      |  |  |  |  |  |  |  |  |  |  |  |  |